# Longyan
Longyan (xinès simplificat: 龙岩; xinès tradicional: 龍巖; pinyin: Lóngyán; Hakka: Liùng-ngàm) és una ciutat a nivell de prefectura al sud-oest de la província de Fujian, a la República Popular de la Xina. Limita amb Guangdong al sud i amb Jiangxi a l'oest.

## Història
L'any 736 dC, durant la dinastia Tang, la prefectura de Tingzhou es va establir a l'oest de Fujian, o Minxi (闽西), administrant els comtats de Changting, Huanglian i Xinluo. Sis anys més tard, Xinluo va rebre el nom de Longyan per una caverna propera, un lloc pintoresc famós.
A causa dels antics conflictes al centre de la Xina i de l'agressió de les tribus del nord, molts Han es van traslladar del centre de la Xina a Longyan.
El 1734, els comtats de parla hokkien de la ciutat de Longyan i Zhangping van ser cedits de Zhangzhou per formar la prefectura de Longyan dins de la prefectura de camperols hakka de Tingzhou. El 1913 va tornar al seu anterior nom de comtat de Longyan i el 1981 es va establir la ciutat de Longyan.
Minxi va ser una base estratègica durant la guerra civil xinesa. Es diu que desenes de milers de persones van ser reclutades de la pagesia hakka de l'oest de Longyan durant la guerra civil xinesa, i gairebé totes les famílies hakka van sacrificar vides en nom del bàndol del Partit Comunista Xinès, especialment durant les primeres purgues de Mao a Tingzhou i Ganzhou, que van matar aproximadament 700.0000 persones hakka i algunes minories ètniques. Són més de 26.000 els locals que van participar en la Llarga Marxa (d'un total de 86.000). A més, durant 1955 i 1968, 68 persones de Longyan van ser nomenats general de brigada o superior, la qual cosa va representar el 82% de tots els generals de la província de Fujian en aquell moment.

## Geografia
Longyan es troba al curs superior dels rius Jiulong i Ting. Limita amb les ciutats-prefectura de Sanming al nord, Quanzhou a l'est, Zhangzhou al sud-est, Meizhou (Guangdong) al sud-oest i Ganzhou (Jiangxi) a l'oest i al nord-oest.
Longyan té un clima subtropical humit influenciat pels monsons (classificació climàtica de Köppen Cfa), amb hiverns curts i suaus i estius llargs, calorosos i humits. Malgrat la seva ubicació a l'interior, els estius de la ciutat es troben entre els més suaus de la província, amb una mitjana inferior fins i tot a Xiamen i les illes del comtat de Pingtan, ambdues reben una moderació marítima significativa. Les pluges són més intenses a la primavera i principis d'estiu i més escasses a la tardor i principis de l'hivern.

## Administració
| Mapa | Mapa              | Mapa           | Mapa           | Mapa       | Mapa     | Mapa     |
| --- | ----------------- | -------------- | -------------- | ---------- | -------- | -------- |
| Xinluo Yongding Comtat de · Changting Comtat de · Shanghang Comtat de · Wuping Comtat de · Liancheng Zhangping · (ciutat) |                   |                |                |            |          |          |
| Nom | Xinès simplificat | Pinyin         | Hakka          | Superfície | Població | Densitat |
| Districte de Xinluo | 新罗区            | Xīnluó Qū      | Sîn-lò-khî     | 2.685      | 662.429  | 247      |
| Districte de Yongding | 永定区            | Yǒngdìng Qū    | Yún-thin-khî   | 2.216      | 362.658  | 164      |
| Ciutat de Zhangping | 漳平市            | Zhāngpíng Shì  | Chông-phìn-sṳ  | 2.975      | 240.194  | 81       |
| Comtat de Changting | 长汀县            | Chángtīng Xiàn | Tshòng-tin-yen | 3.099      | 393.390  | 127      |
| Comtat de Shanghang | 上杭县            | Shàngháng Xiàn | Sông-hông-yen  | 2.879      | 374.047  | 130      |
| Comtat de Wuping | 武平县            | Wǔpíng Xiàn    | Vú-phìn-yen    | 2.630      | 278.182  | 106      |
| Comtat de Liancheng | 连城县            | Liánchéng Xiàn | Lièn-sàng-yen  | 2.596      | 248.645  | 96       |